# 5459 Сарабурґер
5459 Сарабурґер (5459 Saraburger) — астероїд головного поясу, відкритий 26 серпня 1981 року.
Тіссеранів параметр щодо Юпітера — 3,289.